# قندیل بلوچ
فوزیه عظیم (اردو: فوزیه عظیم) (۱ مارس ۱۹۹۰–۱۵ ژوئیه ۲۰۱۶) که در پاکستان به عنوان قندیل بلوچ (به انگلیسی: Qandeel Baloch) شناخته می‌شود، یک فرد رسانه‌ای سرشناس در این کشور بود و به خاطر ویدیوهایی که در آنها بحث‌هایی در مورد زندگی روزمره و سایر مسائل بحث‌برانگیز می‌ساخت مشهور بود. وی جمعه ۱۶ ژوئیه ۲۰۱۶ به دست برادر خود کشته‌شد. «قندیل بلوچ» از جامعه مردسالارانه پاکستان به شدت انتقاد می‌کرد.
قندیل بلوچ در یک مصاحبه، خود را یکی از نمونه‌های قدرت زنان خوانده بود. بسیاری به ویژه جوانان از اظهارات خانم بلوچ حمایت می‌کردند؛ اما در عین حال عدّه‌ای هم در شبکه‌های اجتماعی از چنین رفتاری به شدت انتقاد کرده بودند.

## زندگی
فوزیه عظیم در تاریخ ۱ مارس ۱۹۹۰ در شهر کوچک و محافظه‌کار شاه صدر دین در ناحیه دیر غازی‌خان، در جنوب پنجاب پاکستان به دنیا آمد. او شش برادر و شش خواهر داشت. اولین کار او یک مهماندار اتوبوس بود.
قندیل بلوچ به کار مدلینگ روی آورد و یکی از چهره‌های شناخته شده در شبکه‌های اجتماعی در پاکستان شد. بسیاری او را کیم کارداشیان پاکستان لقب دادند. اظهارات و نشر عکس و تصاویر آشکار از سوی خانم بلوچ بر روی شبکه‌های اجتماعی نام وی را در کشور بر سر زبانها انداخته بود.
قندیل بلوچ در پی انتشار تصاویری از او با مفتی عبدالقوی، یکی از روحانیان مسلمان پاکستان در شبکه‌های اجتماعی خبرساز شد. قندیل دربارهٔ این عکس گفت که در ماه رمضان که مسلمانان عموماً روزه می‌گیرند، همراه با این روحانی نوشیدنی و سیگار مصرف کرد.
قندیل بلوچ بیشتر اوقات خود را در کراچی می‌گذراند؛ اما پلیس می‌گوید که به دلایل امنیتی و پس از تهدیدهایی علیه او، خانم بلوچ به پنجاب رفته بود. باوجود تقاضاهای مکرر از مقامات وزارت کشور و تعدای دیگری از مقامات ارشد کشور، دولت پاکستان به تقاضاهای حفاظت امنیتی خانم بلوچ، ترتیب اثری نداده بود.

## درگذشت
جسد قندیل بلوچ روز شنبه ۱۶ ژوئیه پیدا شد. والدین او گفتند که محمد وسیم، (برادرش) پس از یک مشاجره لفظی او را شب پیش از آن کشته‌است.
وسیم عظیم شب شنبه ۱۶ ژوئیه/۲۶ تیر در دیر غازی خان بازداشت شد. او به کشتن خواهرش اعتراف کرد و گفت ابتدا به او داروی خواب‌آور داده و سپس او را خفه کرده‌است. او همچنین گفت که وی این اقدام را به دلیل آن انجام داده که خواهرش «به نام بلوچ بی‌حرمتی کرده بود.» پیشتر او از خواهرش خواسته بود تا حرفه «مدلینگ» را کنار بگذارد. وسیم گفت تصاویر منتشر شده خانم بلوچ با مفتی عبدالقوی، مفتی معروف پاکستانی، یکی از دلایل وی برای این اقدام بوده‌است. محمد وسیم پس از آنکه شش سال از محکومیتش را گذراند، تبرئه و در فوریه سال ۲۰۲۲ آزاد شد.
جسد قندیل بلوچ روز یکشنبه ۱۷ ژوئیه/۲۷ تیر در زادگاه خانوادگی او در دیر غازی خان، دفن شد. جمعیت زیادی در مراسم تدفین شرکت کردند.
مفتی عبدالقوی، گفت که او خانم بلوچ را بخشیده و پیشنهاد داده بود که نماز جنازه را وی انجام دهد. پس از آنکه خانم بلوچ تصاویری از خود را با مفتی عبدالقوی، مفتی معروف پاکستانی، منتشر کرد محافظه‌کاران پاکستانی به شدت از کار او انتقاد کردند.